# 吉永優
吉永優（よしなが ゆう、1967年11月 - ） は、大阪府出身の歌手。

## 略歴
1987年、ミス・マルレイナ・グランプリを受賞。これをきっかけにシングル「抱きしめてよRain」で同年7月21日にデビュー。以後の活動状況は不明。

## レコード

### シングル
- 抱きしめてよRain（1987年7月21日、映画「あいつとララバイ　水曜日のシンデレラ」エンディングテーマ。B面の「涙のSweet Angel」はオープニングテーマ）

ビクターより販売されたCD「劇場用長編アニメーション『あいつとララバイ』オリジナル・サウンドトラック」には、「抱きしめてよRain」、「涙のSweet Angel」に加え、「抱きしめてよRain ―映画バージョン―」が収録されている。